# Domenico Taiamonte
Domenico Taiamonte (fl. XV secolo) è stato uno scultore italiano.
Fu dal 1429 tra i decoratori della Basilica di San Marco a Venezia.
Era noto come "magistro Domenego Taiamonte da Venezia" e realizzò in particolare i capitelli e gli stemmi esterni della Basilica con le "prede insuriane" (pietra d'Istria). Lavorò anche per Leonello d'Este, marchese di Ferrara, alla costruzione del suo palazzo, in particolare su colonne, capitelli e decorazioni. Era zio di Luca Taiamonte.